# José Francisco Hernández Ayala
José Francisco Hernández Ayala (Valverde, El Hierro, 19 de marzo de 1858 - 1943) fue un sacerdote español y arcipreste de la isla de El Hierro.
Era hijo de Juan Antonio Hernández Quintero y de Avelina Ayala Machín. José Francisco fue ordenado sacerdote en Tejina, Tenerife, el 30 de octubre de 1881. Fue protagonista de excepción en la polémica surgida en torno a la restauración realizada por Nicolás Perdigón Oramas en 1896 de la imagen de la Virgen de los Reyes (patrona de la isla de El Hierro). La imagen había sido enviada para su restauración a La Orotava, Tenerife, y el escultor alteró significativamente la fisionomía de la imagen.
Cuando ésta regresó a El Hierro, el rechazo de los fieles fue unánime pues juzgaban que la talla había sido cambiada y culpaban al arcipreste José Francisco. Fue creada una comisión para examinar la imagen, y el escultor Nicolás Perdigón ofreció datos de la autenticidad de la talla. Se calmaron los ánimos y José Francisco Hernández Ayala pudo resarcirse de las muchas acusaciones que se vertieron en su contra.
A pesar de esta polémica, José Francisco fue una de las figuras más relevantes de la isla de El Hierro, especialmente en el ámbito religioso y en 1950 el Ayuntamiento de Valverde rotuló una calle a su nombre.